# 1926年至1927年香港甲組足球聯賽
1926–27年香港甲組足球聯賽（英語：Hong Kong First Division Football League），是第 19 屆香港甲組足球聯賽，本屆聯賽共有 8 隊參賽球隊，冠軍是西洋會，他們第 1 次贏得港甲冠軍。

## 外部連結
- 香港足球總會官網（页面存档备份，存于）
- 香港甲組足球聯賽 歷屆冠軍（页面存档备份，存于）